# Canzonissima ’68
Canzonissima ’68 је четрнаести студијски албум италијанске певачице Мине, објављен 1968. године за издавачке куће PDU. На албуму се налазе Минине песме изведене у етеру популарног музичког програма „Canzonissima” сезоне 1968, где је такође била водитељка. Албум је достигао 2.место на албумској листи Италије.

## Списак пјесама
1. Zum zum zum — 2:41
2. Io innamorata — 2:59
3. Sacumdì, sacumdà — 2:37
4. Né come né perché — 4:17
5. Un colpo al cuore — 3:19
6. La voce del silenzio — 3:23
7. Vorrei che fosse amore — 2:31
8. Quand'ero piccola — 2:53
9. Deborah — 2:58
10. Fantasia — 3:03
11. Niente di niente — 3:14
12. E sono ancora qui — 2:29

## Позиције на листама
| Листа (1968)              | Највиша позиција |
| ------------------------- | ---------------- |
| Италија (Musica e dischi) | 2                |